# Ангел Цанев
Ангел Минев Цанев е български партизанин, офицер и политик от Българската комунистическа партия (БКП) (министър на вътрешните работи на България, 1971 – 1973).

## Биография
Цанев е роден във Варна на 1 ноември (19 октомври стар стил) 1912 година в семейство от средната класа. Баща му е собственик на ресторант, който е политически ангажиран с БКП преди Априлските събития през 1925 година, когато е съден, но оправдан. Ангел Цанев завършва средно техническо образование, говори френски език. През 1930 година постъпва в електротехническия отдел на Морското машинно училище (номинално демилитаризираното според Ньойския договор Висше военноморско училище).
В морското училище Цанев се включва в дейността на БКП и през 1933 година става член на партията. През същата година в училището е разкрита група от 67 комунисти в училището, които са съдени за политическа пропаганда във флота, като той е осъден на 5 години затвор. Освободен е на 21 юни 1937 година при амнистия при раждането на престолонаследника Симеон. Заради неплащането на парична глоба по присъдата от 1933 година отново лежи в затвора от 25 ноември 1937 година до 25 май 1938 година. След това се включва в окръжния комитет на БКП във Варна, от 1939 година е негов секретар. През пролетта на 1941 година се премества в София, където става резервен член на Централния комитет и секретар на местната окръжна организация.
На 12 декември 1941 година Ангел Цанев е арестуван, заедно с още 26 комунисти във Варна, след което е осъден на 15 години затвор. Излежава присъдата си във Варненския, а след това в Сливенския затвор. На 8 юни 1943 година е преместен в затворнически лагер в Динево, Хасковско, откъдето успява да избяга на 27 август с шестима други затворници и се връща в София. В началото на 1944 година е назначен за комендант на Девета Шуменска въстаническа оперативна зона, а след това е командир на Поповския партизански отряд, където го заварва Деветосептемврийския преврат.
Веднага след преврата Цанев е назначен за помощник-командир на Дванадесета пехотна дивизия, която действа на фронта в Югославия, но още на 8 декември е върнат в София като главен инспектор в Народната милиция и се настанява в къща на улица „Сан Стефано“. На 30 юни 1945 година е освободен от милицията и е прехвърлен в апарата на Централния комитет на БКП. От 18 май 1947 година е помощник-командир по политическата част на Трудови войски, а от 1949 година е техен главен директор. По това време става народен представител и общински съветник. На 1 юли 1951 година става заместник-министър на вътрешните работи.
През 1953 година Ангел Цанев е отстранен от поста си в Министерството на вътрешните работи за „несправяне с работата и допущане на закононарушения“ и през следващите няколко години заема по-низши постове – заместник-началник (1953 – 1955) и началник (1955 – 1957) на Управление „Местна противовъздушна отбрана“. След 1956 година кариерата му се подновява – от 25 май 1957 година отново е заместник-министър на вътрешните работи, а на 12 септември 1959 година е повишен в генерал-лейтенант. През 1961 година става първи заместник-министър на строежите, а през следващата година става член на Централния комитет на БКП и отново е избран за народен представител.
През 1965 година Цанев оглавява новосъздадения Военен отдел на Централния комитет на БКП, отговорен за работата на вътрешното и военното министерство и Държавна сигурност. През следващата година става и кандидат-член на Политбюро. На 9 юли 1971 година става министър на вътрешните работи в правителството на Станко Тодоров на мястото на внезапно отстранения Ангел Солаков. През 1973 г. за кратко е заместник-председател на Държавния комитет на отбраната.
През 1973 г. Цанев предизвиква недоволството на Тодор Живков заради сближаването си със своя първи заместник Мирчо Спасов, както и заради извънбрачното му дете, което се ражда през 1965 г. в Съединените щати. Отстранен е от постовете му с решение на Политбюро, заради „използване на служебното си положение за лично облагодетелстване, с което грубо е нарушил партийните принципи и комунистическия морал“. През април 1990 г. е изключен от наследилата БКП Българска социалистическа партия след доклад на Петър Младенов. През 1975 година му е опростено задължение към Управление „Безопасност и охрана“ на Държавна сигурност в размер на над 24 хиляди лева.
Ангел Цанев умира на 10 април 2003 година.

## Звания
- полковник (17 май 1947)
- генерал-майор
- генерал-лейтенант (19 септември 1959)
- генерал-полковник (1969)

## Награди
- Орден „За храброст“, IV степен, 1 клас (30 декември 1944)[14][15]
- Орден „Народна свобода 1941 – 1944“, I степен (19 септември 1946)[15]
- Орден „9 септември 1944“, III степен (8 ноември 1946)[15]
- Народен орден на труда, златен (3 март 1951)[15]
- Орден „Червено знаме“ (10 май 1957)[15]
- Орден „Георги Димитров“ (29 декември 1959)[15]
- Орден „Георги Димитров“ (27 октомври 1962)[15]